# مودروس
مودروس (Μούδρος) هي مدينة في جزيرة ليمنوس وهي تتبع مقاطعة ليسفوس في اليونان.